# (671294) 2014 JO25
(671294) 2014 JO25はアポロ群に属される小惑星である。直径は650m程度とみられている。形状は接触二重小惑星である。
2017年4月19日に地球から約180万kmの位置にまで接近する。最接近時は、明るさが11等級になり、小型望遠鏡でも観測する事が出来る。このサイズの小惑星が、次に地球に接近するのは、直径800mの1999 AN10で、2027年8月頃に最接近するとされている。